# Leutenbach, Forchheim
Leutenbach là một đô thị thuộc huyện Forchheim trong bang Bayern nước Đức. Đô thị Leutenbach, Forchheim có diện tích 19,46 km², dân số thời điểm 31 tháng 12 năm 2006 là 1752 người.